# Ла-Пуебла-дель-Ріо
Ла-Пуебла-дель-Ріо (ісп. La Puebla del Río) — муніципалітет в Іспанії, у складі автономної спільноти Андалусія, у провінції Севілья. Населення — 12 210 осіб (2010).
Муніципалітет розташований на відстані близько 410 км на південний захід від Мадрида, 14 км на південний захід від Севільї.

## Демографія
Динаміка населення (INE ):